# Большой Усай
Большой Усай — река в России, протекает по Красновишерскому и Чердынскому районам Пермского края. Устье реки находится в 125 км от устья реки Берёзовой по левому берегу. Длина реки составляет 17 км.
Исток реки на западных предгорьях Северного Урала в 27 км к югу от посёлка Вижай. Река течёт на север, всё течение проходит по ненаселённой, всхолмлённой местности. Течение быстрое. Верховья реки находятся в Красновишерском районе, среднее и нижнее течение — в Чердынском. Впадает в Берёзовую в 17 км к юго-востоку от посёлка Вижай.

## Данные водного реестра
По данным государственного водного реестра России относится к Камскому бассейновому округу, водохозяйственный участок реки — Кама от водомерного поста у села Бондюг до города Березники, речной подбассейн реки — бассейны притоков Камы до впадения Белой. Речной бассейн реки — Кама.
Код объекта в государственном водном реестре — 10010100212111100005973.